# Pentamera trachyplaca
Pentamera trachyplaca är en sjögurkeart som först beskrevs av Hubert Lyman Clark 1924.  Pentamera trachyplaca ingår i släktet Pentamera och familjen svanssjögurkor. Inga underarter finns listade i Catalogue of Life.